# 渚のライオン
「渚のライオン」（なぎさのライオン）は、1983年7月1日にリリースされた早見優の6枚目のシングル。発売元はトーラスレコード。

## 概要
前作「夏色のナンシー」に続き、早見のシングルとして2曲目のオリコンチャートTOP10入りを記録し、TBS系の音楽番組『ザ・ベストテン』にもランクインを果たした。

## 収録曲
両楽曲とも、作詞: 三浦徳子／作曲: 筒美京平／編曲: 茂木由多加
1. 渚のライオン (2分45秒)
2. 赤いサンダル (3分18秒)